# Turquía en los Juegos Paralímpicos
Turquía en los Juegos Paralímpicos está representada por el Comité Paralímpico Nacional Turco, miembro del Comité Paralímpico Internacional.
Ha participado en ocho ediciones de los Juegos Paralímpicos de Verano, su primera presencia tuvo lugar en Barcelona 1992. El país ha obtenido un total de 66 medallas en las ediciones de verano: 14 de oro, 20 de plata y 32 de bronce.
En los Juegos Paralímpicos de Invierno ha participado en dos ediciones, siendo Sochi 2014 su primera en estos Juegos. El país no ha conseguido ninguna medalla en las ediciones de invierno.

## Medallero

### Por edición
| Evento              | Oro | Plata | Bronce | Total |
| ------------------- | --- | ----- | ------ | ----- |
| Barcelona 1992      | 0   | 0     | 0      | 0     |
| Atlanta 1996        | –   | –     | –      | –     |
| Sídney 2000         | 0   | 0     | 0      | 0     |
| Atenas 2004         | 1   | 0     | 1      | 2     |
| Pekín 2008          | 1   | 0     | 1      | 2     |
| Londres 2012        | 1   | 5     | 4      | 10    |
| Río de Janeiro 2016 | 3   | 1     | 5      | 9     |
| Tokio 2020          | 2   | 4     | 9      | 15    |
| París 2024          | 6   | 10    | 12     | 28    |
| TOTAL               | 14  | 20    | 32     | 66    |

| Evento           | Oro | Plata | Bronce | Total |
| ---------------- | --- | ----- | ------ | ----- |
| Sochi 2014       | 0   | 0     | 0      | 0     |
| Pyeongchang 2018 | 0   | 0     | 0      | 0     |
| Pekín 2022       | –   | –     | –      | –     |
| TOTAL            | 0   | 0     | 0      | 0     |

### Por deporte
Deportes de verano
| Evento                     | Oro | Plata | Bronce | Total |
| -------------------------- | --- | ----- | ------ | ----- |
| Atletismo                  | 0   | 2     | 2      | 4     |
| Esgrima en silla de ruedas | 0   | 0     | 1      | 1     |
| Golbol                     | 3   | 0     | 1      | 4     |
| Judo                       | 1   | 1     | 8      | 10    |
| Levantamiento de potencia  | 2   | 3     | 4      | 9     |
| Natación                   | 2   | 0     | 2      | 4     |
| Taekwondo                  | 1   | 4     | 2      | 7     |
| Tenis de mesa              | 2   | 4     | 8      | 14    |
| Tiro                       | 1   | 3     | 2      | 6     |
| Tiro con arco              | 2   | 3     | 2      | 7     |
| TOTAL                      | 14  | 20    | 32     | 66    |